# Lemaireia loepoides
Lemaireia loepoides är en fjärilsart som beskrevs av Butler 1880. Lemaireia loepoides ingår i släktet Lemaireia och familjen påfågelsspinnare. Inga underarter finns listade i Catalogue of Life.

## Bildgalleri

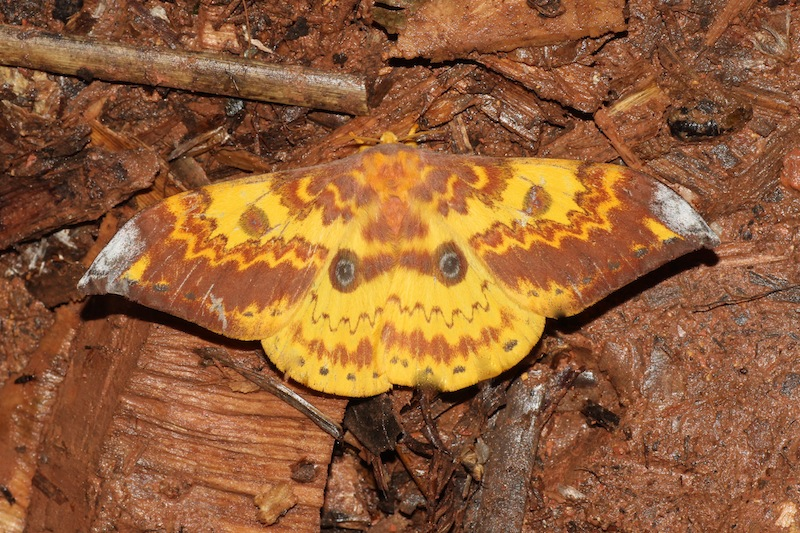